# Taleb Alisalem
Taleb Alisalem   (camps de refugiats de la província de Tindouf, 1992) és un activista i analista polític sahrauí resident a Madrid, on va arribar amb deu anys en el marc del programa Vacances en Pau.
Els anys 2023 i 2024 va ser convidat per l'Organització de les Nacions Unides per a participar en les sessions del comitè de descolonització. La seva dedicació i coneixement sobre la qüestió sahrauí l'han convertit en un prestigiós analista en temes del Sàhara Occidental, l'Àfrica i l'Orient Mitjà. Els anys 2022 i 2023 va rebre el premi «Internacionalització de la causa sahrauí» per part de la Unió de Periodistes, Escriptors i Intel·lectuals Sahrauís.

## Obra publicada
- Sahara Occidental. Un viaje a la libertad.  Madrid: Ecobook, p. 195. ISBN 978-84-12640-79-3.[6]